# Röthlein
Röthlein ist eine Gemeinde im unterfränkischen Landkreis Schweinfurt.

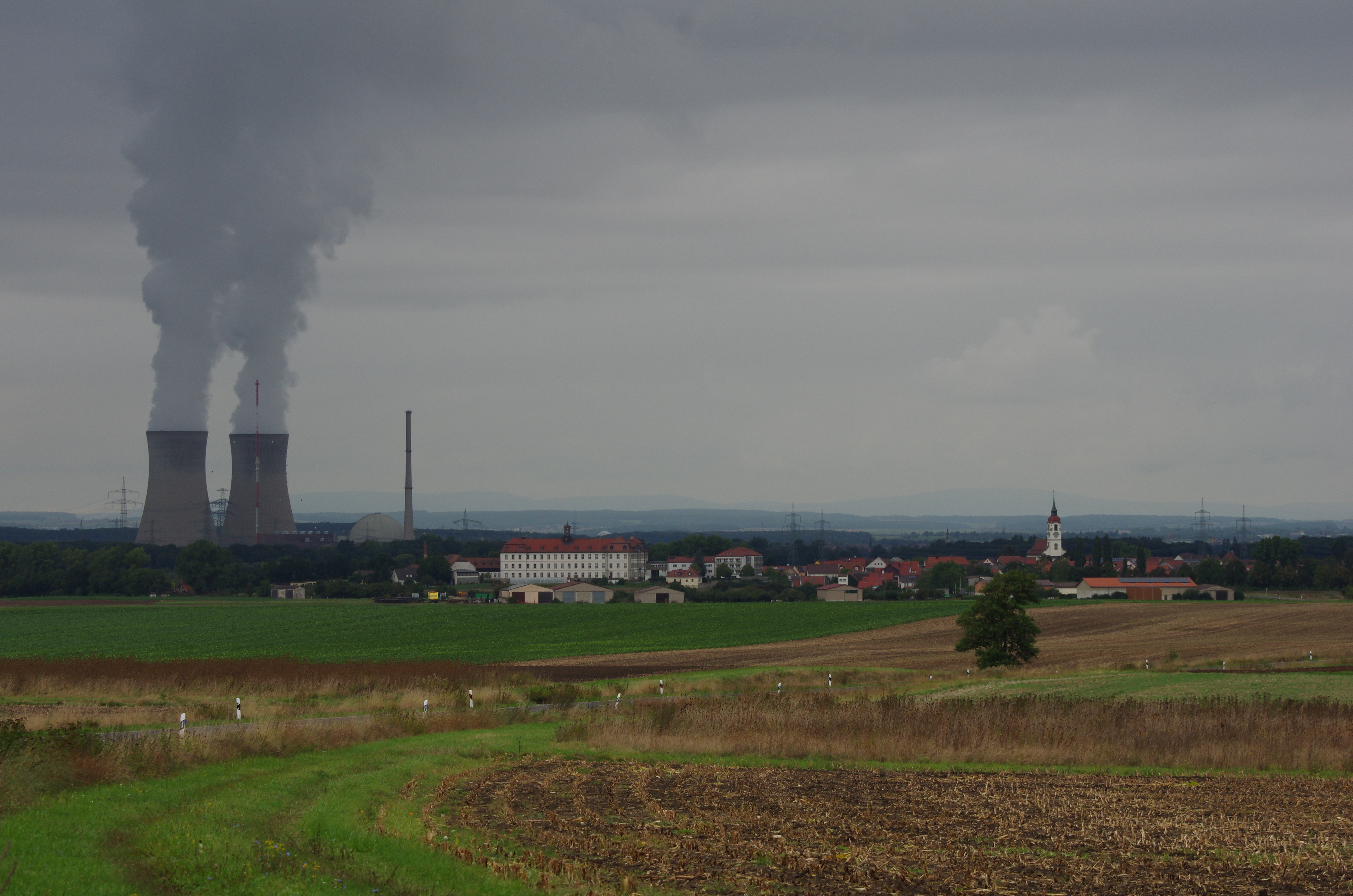
Blick über das Röthleiner Gemeindegebiet:
mit Gemeindeteil Heidenfeld, dem 2015 abgeschalteten Kernkraftwerk Grafenrheinfeld und am Horizont (im Dunst) der Rhön, rechts mit Kreuzberg

## Etymologie
Der Name Roumfeld wandelte sich über die Jahrhunderte zu Rheinfeld und war die gemeinsame Bezeichnung für die drei Orte Bergrheinfeld, Grafenrheinfeld und Oberrheinfeld (Oberndorf). Schließlich wurde vom Namen Rheinfeld „Rothrheinfeld“ für Röthlein abgeleitet.
Der Name Röthlein erschien in Urkunden erstmals 780 als „Rodungen“ und 1168 als „Rodranfeld“. Als 1179 das Würzburger Domkapitel Rheinfeld erwarb, wurde Röthlein als „Rhoneueld et Roth“ genannt. 1387 wurde die Bartholomäuskirche am rechten Mainufer als Mutterkirche zu „Ranvelt“ erwähnt, bestehend aus den Orten „Bergranvelt“ (Bergrheinfeld), „Grevenranfelt“ (Grafenrheinfeld), „Oberranveld“ (Oberndorf) und „Rodranvelt“ (Röthlein).

## Geografie

### Lage
Der Hauptort der Großgemeinde liegt 3 Kilometer östlich des Mains, im Schweinfurter Becken. Die Ortsmitte befindet sich 6,5 Kilometer südlich des Stadtzentrums von Schweinfurt. 
Das Gemeindegebiet wird im Nordwesten vom Unkenbach begrenzt und hat im Norden einen kleinen Anteil am Schwebheimer Wald. Im Osten bildet die dort autobahnähnlich ausgebaute Bundesstraße 286 die Grenze. Im Südwesten grenzt das Gemeindegebiet an den Main, wo es mit dem Hirschfelder Weiher ein kleines rechtsmainisches Gebiet besitzt. Dort gehört ein kleiner Teil des Vogelschutzgebietes Garstadt und fast das gesamte Areal Erweiterung des Vogelschutzgebietes Garstadt zum Gemeindegebiet. Im Westen grenzt der Hauptort unmittelbar an das nahe am Rathaus gelegene Naturschutzgebiet Elmuß, das jedoch zur Gemeinde Grafenrheinfeld gehört.
Röthlein gehört zur Interkommunalen Allianz Schweinfurter Mainbogen.

### Gemeindegliederung
Es gibt drei Gemeindeteile (in Klammern ist der Siedlungstyp angegeben):
- Heidenfeld (Pfarrdorf)
- Hirschfeld (Kirchdorf)
- Röthlein (Pfarrdorf)

### Nachbargemeinden
Nachbargemeinden sind (von Norden beginnend im Uhrzeigersinn): Grafenrheinfeld, Schwebheim, Kolitzheim, Wipfeld, Waigolshausen und Bergrheinfeld.

### Klima
Röthlein hat eine mittlere Jahrestemperatur von 8 °C und eine mittlere Niederschlagsmenge von 600 Millimetern im Jahr. Die Gemeinde liegt in der sommerwarmen und wintermilden Schweinfurter Trockenplatte, in der infolge der Klimaerwärmung die Wasserknappheit zunehmend zum Problem für Natur und Landwirtschaft wird.

## Geschichte

### Mittelalter
Röthlein entwickelte sich aus der einstigen Siedlungs- und Gemarkungseinheit, bzw. gemeinsamen Pfarrei Rheinfeld (siehe auch: Etymologie).
Röthlein wurde 1179 erstmals als eigenständige Ortschaft urkundlich erwähnt. Siedlungszusammenhänge und die ältesten Formen der Ortsnamensschreibung weisen darauf hin, dass Röthlein aus einer kleinen Rodung auf der Rheinfelder Gemarkung („Rothreinfeld“) erwachsen ist. Teile des Ortes wurden schon im 12. Jahrhundert an das Würzburger Domkapitel verkauft. Seit dem ausgehenden Mittelalter befand sich dieses im unbestrittenen Besitz der Gemeinde- und Dorfherrschaft Röthlein. Röthlein war im Mittelalter Filiale der Pfarrei Grafenrheinfeld. 1744 kam es zum Bau der eigenen, dem Apostel Jakobus der Ältere geweihten Kirche; sie wurde 1893/94 durch den heutigen Neubau ersetzt. Röthleins Wirtschaft war ehedem vom Fischfang, dem Betrieb einer Mühle und vom Erwerbsgartenbau (Krautkulturen) geprägt.

### Moderne
Mit Trinkwasser wird die Gemeinde durch den Zweckverband der Rhön-Maintal-Gruppe versorgt. 1986 wurde im Gewerbegebiet Mühläcker ein neuer Gemeindebauhof errichtet. 
Wegen der räumlichen Enge in den beiden Schulgebäuden in Heidenfeld und Röthlein wurde 1989 in Röthlein eine neue Grundschule eröffnet.
Der Völkerverständigung wurde mit der Unterzeichnung von Partnerschaftsurkunden 1989/90 mit der französischen Gemeinde Cormelles le Royal in der Normandie Rechnung getragen. Die Aufrechterhaltung der Partnerschaft obliegt dem Partnerschaftskomitee. Im Mai 1999 wurde mit mehrtägigen Feierlichkeiten das zehnjährige Jubiläum der Partnerschaft und im Jahre 2009 das zwanzigjährige Bestehen gefeiert.

### Religion
Röthleins Wahrzeichen ist sein 1893/95 im neugotischen Stil erbautes Gotteshaus für die katholische Pfarrgemeinde. Die Jakobus dem Älteren geweihte Pfarrkirche wurde von dem ehemaligen Röthleiner Bürger Adam Nikolaus, Baumeister in München mit Hilfe der Einwohner errichtet. Der Ort hatte um diese Zeit den Ruf als „Maurerdorf“, da die Bauernhöfe nicht allen Familienangehörigen Arbeit bieten konnten.
Der mit 44 Meter höchste Kirchturm im Landkreis Schweinfurt und das hohe Kirchenschiff überragen weithin sichtbar die Dorfsilhouette nach allen Himmelsrichtungen. An gleicher Stelle stand bis 1893 eine kleine Kirche, die 1744 nach Plänen Balthasar Neumanns errichtet worden war.
Eine aus französischem Kalkstein gehauene, aufrecht stehende Jakobusstatue in Lebensgröße schmückt die Außenfassade über dem Portal. Auf einer reichverzierten Konsole stehend und mit einem Baldachin überdacht, dem ein Ziertürmchen, eine sogenannte Fiale, aufgesetzt ist, ist die Figur des Jakobus mit den gleichen Insignien, dem Stab und dem Schwert, ausgestattet wie die Holzskulptur auf dem Seitenaltar. Der Würzburger Bildhauer Nikolaus Köstner schuf die Statue des Kirchenpatrons 1893.

### Eingemeindungen
Im Zuge der Gebietsreform in Bayern wurden am 1. Mai 1978 die Gemeinden Heidenfeld und Hirschfeld in die Gemeinde Röthlein eingegliedert.

### Einwohnerentwicklung
Die Schweinfurter Vorortgemeinde hatte bis 2005 stetiges Wachstum, bis nahe an die 5000-Einwohner-Marke und danach einen leichten Rückgang zu verzeichnen.
| - 1961: 3032 Einwohner - 1970: 3521 Einwohner - 1991: 4311 Einwohner - 1995: 4674 Einwohner - 2003: 4855 Einwohner - 2004: 4897 Einwohner - 2005: 4905 Einwohner | - 2006: 4895 Einwohner - 2007: 4838 Einwohner - 2008: 4826 Einwohner - 2009: 4784 Einwohner - 2010: 4769 Einwohner - 2011: 4573 Einwohner - 2012: 4544 Einwohner | - 2013: 4584 Einwohner - 2014: 4545 Einwohner - 2015: 4561 Einwohner - 2016: 4492 Einwohner - 2017: 4506 Einwohner - 2018: 4538 Einwohner - 2019: 4505 Einwohner |

Im Zeitraum 1988 bis 2018 stieg die Einwohnerzahl von 4011 auf 4538 um 527 Einwohner bzw. um 13,1 %. 2004 hatte die Gemeinde 4897 Einwohner.
Quelle: BayLfStat

## Zahlen, Daten, Fakten

### Fläche
| Gebäude- und Freiflächen    | 93 ha   |
| Waldflächen                 | 364 ha  |
| Grünanlagen                 | 13 ha   |
| Wasserflächen               | 23 ha   |
| Verkehrsflächen             | 140 ha  |
| sonstige Flächen            | 29 ha   |
| landwirtschaftliche Flächen | 1249 ha |

### Einwohner
| männlich | weiblich |
| -------- | -------- |
| 49,44 %  | 50,56 %  |

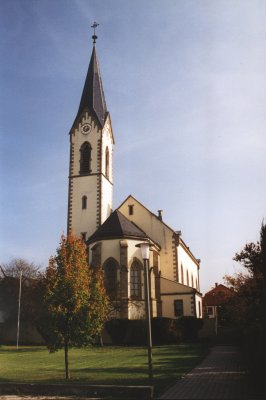
Die Kirche St. Jakobus
im Hauptort

Röthlein, Heidenfeld und Hirschfeld:
| Röthlein | Heidenfeld | Hirschfeld |
| -------- | ---------- | ---------- |
| 2516     | 1667       | 782        |

Mit Hauptwohnsitz sind 4693 Einwohner gemeldet.

### Religion
| Katholisch | Evangelisch | Sonstige |
| ---------- | ----------- | -------- |
| 72,72 %    | 12,82 %     | 14,46 %  |

## Politik

### Bürgermeister
Bürgermeister ist seit 1. Mai 2020 Peter Gehring (CSU/Freie Wählergemeinschaft Hirschfeld); er wurde am 15. März 2020 mit 54,1 % der Stimmen gewählt. Sein Vorgänger war vom 1. Mai 2008 bis 30. April 2020 Albrecht Hofmann (Freie Bürgerliste).

### Gemeinderat

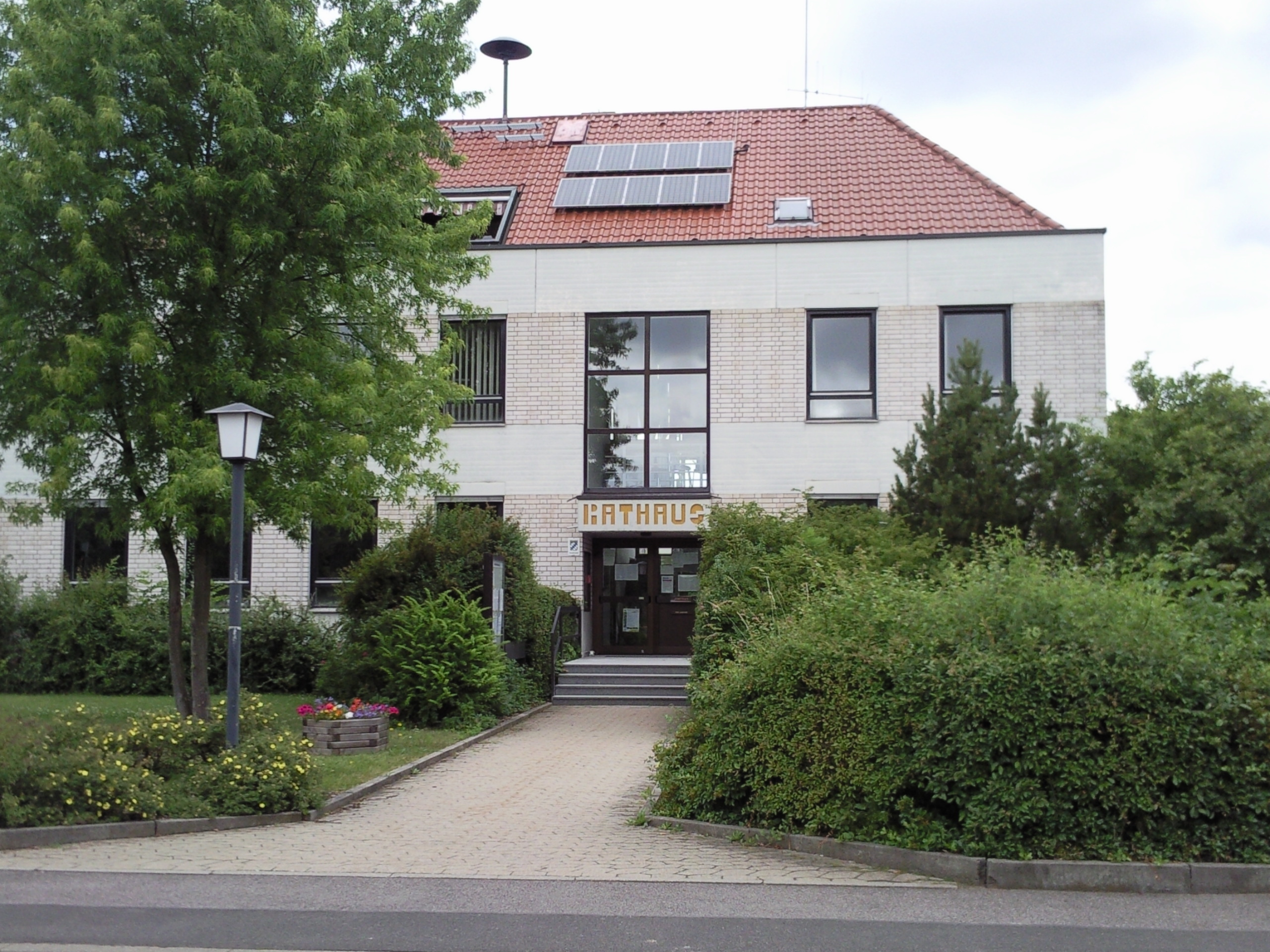
Rathaus der Großgemeinde Röthlein, im Hauptort

Der Gemeinderat hat (ohne Bürgermeister) 16 Mitglieder.
- CSU und Freie Wählergemeinschaft 4 Sitze
- Freie Wählergemeinschaft Hirschfeld (FWGH) 4 Sitze
- SPD und Freie Bürger 2 Sitze
- Christliche Wählergemeinschaft Heidenfeld (CWG) 2 Sitze
- Freie Bürgerliste Hirschfeld, Heidenfeld, Röthlein (FBL) 2 Sitze
- Unabhängige Wählergemeinschaft Heidenfeld (UWG) 1 Sitz
- Liste Demokratischer Wähler, Röthlein, Heidenfeld (LDW) 1 Sitz

(Stand: Kommunalwahl am 15. März 2020)

### Wappen
| Wappen Gemeinde Röthlein | Blasonierung: „In Blau ein durchgehendes goldenes Tatzenkreuz, dahinter oben ein silbernes Hirschgeweih, unten beseitet von je einem gekrümmten, abgewandten silbernen Fisch.“ |
| Wappen Gemeinde Röthlein | Wappenbegründung: Die Motive des Wappens der Großgemeinde Röthlein symbolisieren die drei Gemeindeteile Heidenfeld, Hirschfeld und Röthlein: Das goldene Tatzenkreuz (Mauritius-Kreuz) auf blauem Grund war Bestandteil des ehemaligen Augustiner-Chorherrenstifts Heidenfeld, dem heutigen Kloster „Maria Hilf“. Der Gemeindeteil Hirschfeld wird bildhaft durch die beiden Geweihe dargestellt. Die beiden Fische weisen auf den Gemeindeteil Röthlein hin, dessen Einwohner früher hauptsächlich vom Fischfang lebten, da Röthlein erst seit der Mainregulierung 4 km südöstlich des Flusses liegt. |

### Interkommunale Allianz
Die Gemeinde Röthlein gehört zur interkommunalen Allianz Schweinfurter Mainbogen (siehe: Grafenrheinfeld, Interkommunale Allianz).

### Gemeindepartnerschaft
Partnergemeinde ist:
- Cormelles le Royal in Frankreich, Département Calvados

## Kultur und Sehenswürdigkeiten

### Baudenkmäler

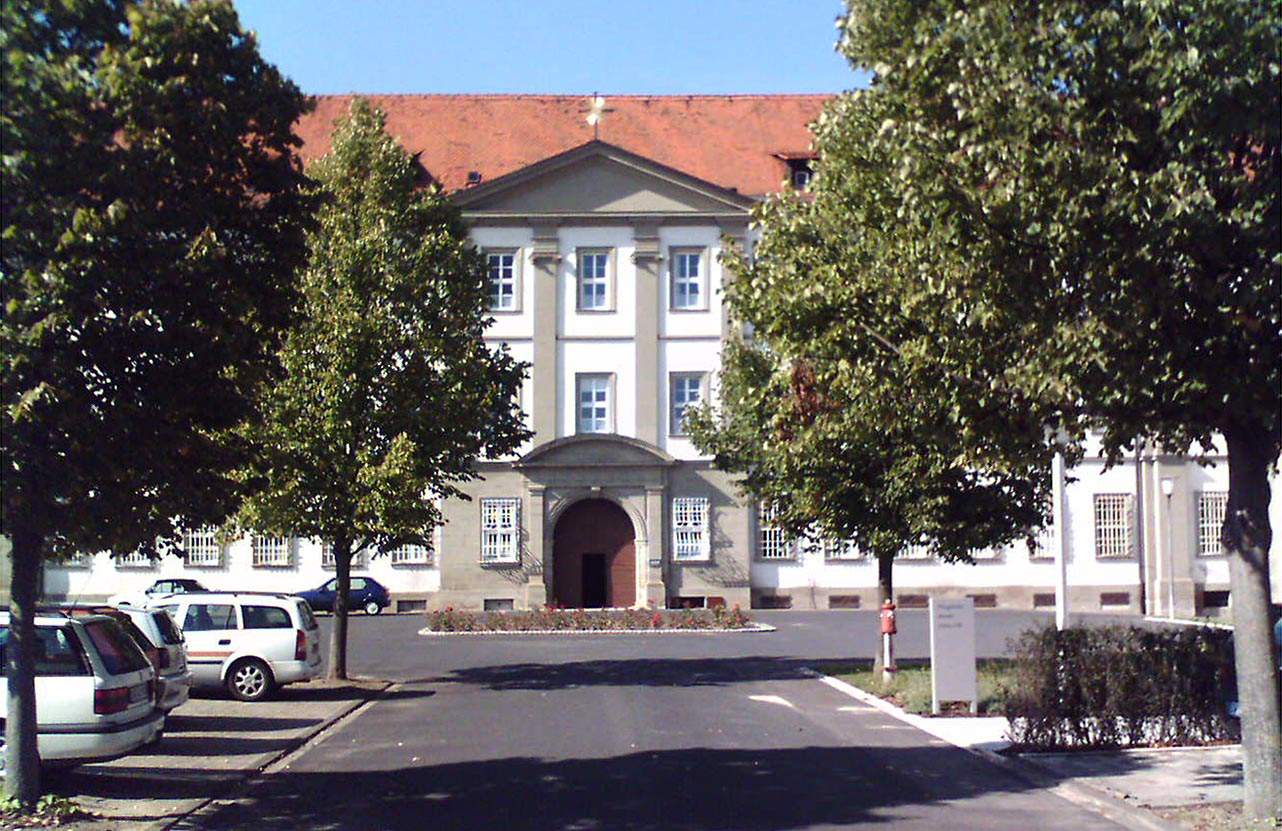
Kloster Heidenfeld

- Wallfahrtskirche St. Laurentius Heidenfeld, birgt die Reliquien des seligen Liborius Wagner (1593–1631, 1974 von Papst Paul VI. seliggesprochen)
- Kloster Maria Hilf (im Ortsteil Heidenfeld)
- Kirche St. Jakobus (im Hauptort)

### Parkanlagen

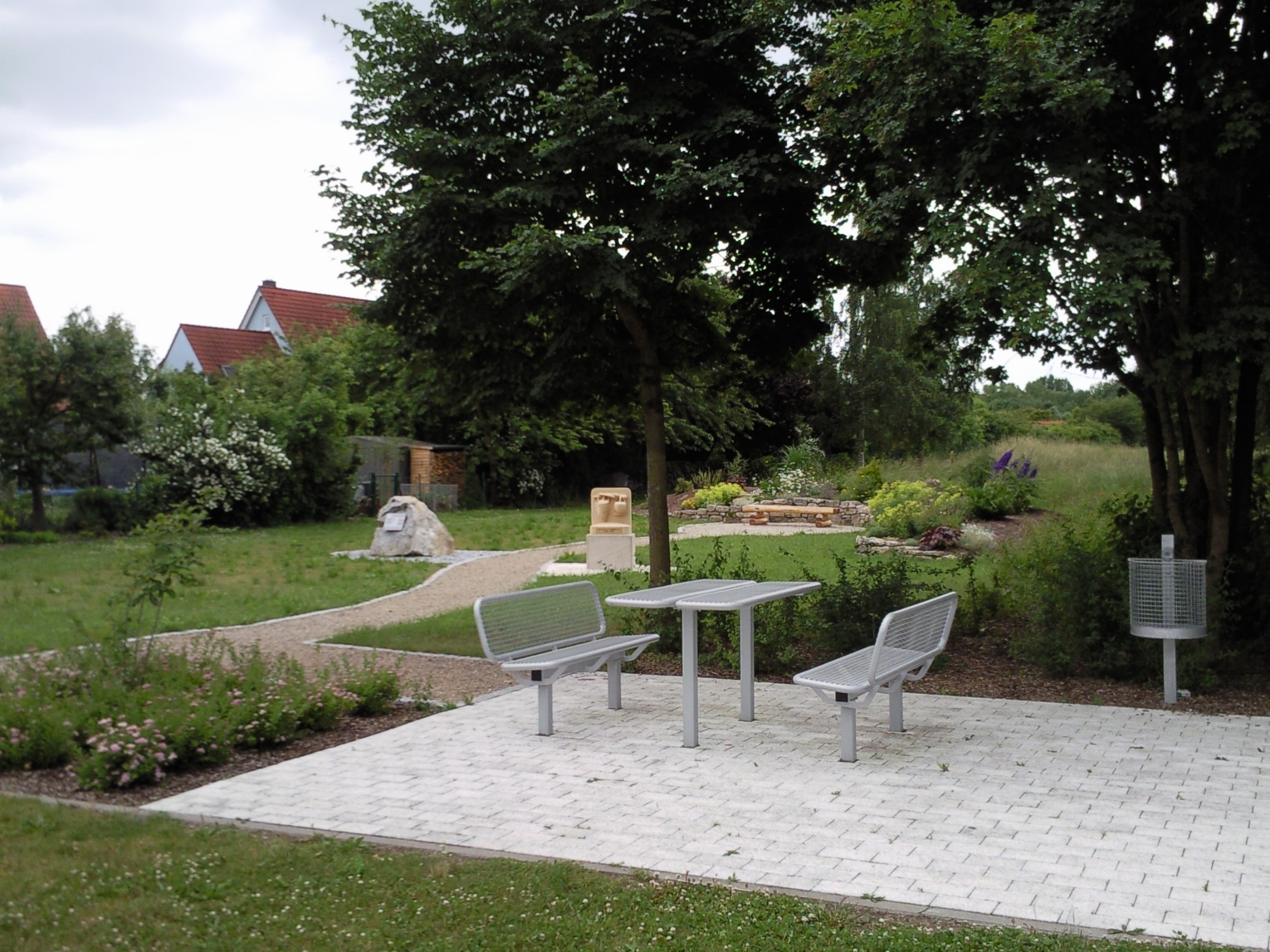
Partnerschaftsgarten im Hauptort

- Partnerschaftsgarten, der aus Anlass des 20-jährigen Jubiläums der Partnerschaft mit der Gemeinde Cormelles-le-Royal im Hauptort angelegt wurde.

### Regelmäßige Veranstaltungen
- Kirchweih in Heidenfeld
- Röthleiner Plankirchweih mit Plantanz (letztes Wochenende im Juni)
- Kirchweih in Hirschfeld
- Fest des seligen Liborius Wagner am 9. Dezember jeden Jahres in Heidenfeld
- Normannischer Markt
- Fischfest im Hauptort und Heidenfeld
- Der Autofreie Sonntag
- Erntedankfest
- Straßenfest in Hirschfeld
- DJK Fest in Hirschfeld
- Weihnachtsmarkt

## Wirtschaft und Infrastruktur
Das großindustrielle Zentrum Schweinfurt bietet vielen Pendlern Arbeitsplätze. 

### Landwirtschaft
In der Schwemmebene des Mains mit guten Böden hat die Landwirtschaft mit ihren Sonderkulturen und großen Gewächshäusern einen besonderen Stellenwert. Von Voll- und Nebenerwerbslandwirten werden noch 1106 Hektar genutzt. 1972 wurden die ehemaligen Gemeinden vom Bayerischen Landwirtschaftsministerium mit dem Ersten Preis für eine vorbildliche Flurbereinigung ausgezeichnet.

### Industrie
Die günstige Verkehrslage (siehe: Straßenverkehr) sowie der Nähe zu den Schweinfurter Industrie- und Gewerbeparks Hafen-West, Hafen-Ost und Maintal machen den Standort Röthlein attraktiv. 
Seit Mitte der 1980er Jahre befindet sich das Gewerbegebiet Mühläcker in stetigem Wachstum. Heimische Handwerksbetriebe konnten sich dort erweitern, neue Branchen ansiedeln. Auf dem 25 Hektar großen Industriegebiet Etzberg haben sich neue Unternehmen, insbesondere der Großlogistik, angesiedelt. Das Logistikunternehmen Schäflein, mit Hauptsitz in Röthlein, hat insgesamt 1650 Mitarbeiter an mehr als 30 Standorten im In- und Ausland.

### Straßenverkehr
Röthlein liegt an der von hier bis Schweinfurt autobahnähnlich ausgebauten B 286 (Abfahrt Schwebheim/Röthlein), die die Gemeinde nach Norden mit der nahen Autobahn 70 und der Schweinfurter Innenstadt verbindet. Nach Süden führt die B 286 ebenfalls als kreuzungsfreie Autostraße, aber nur zwei- oder dreispurig, zur Autobahn 3. Die Staatsstraße St 2277 führt durch Röthlein.

### Öffentlicher Personennahverkehr
In der Großgemeinde Röthlein ist jeder Gemeindeteil an das Netz des öffentlichen Personennahverkehrs des Verkehrsverbunds Nahverkehr Mainfranken durch mehrere Bushaltestellen in den Orten angeschlossen.

### Neue Baugebiete

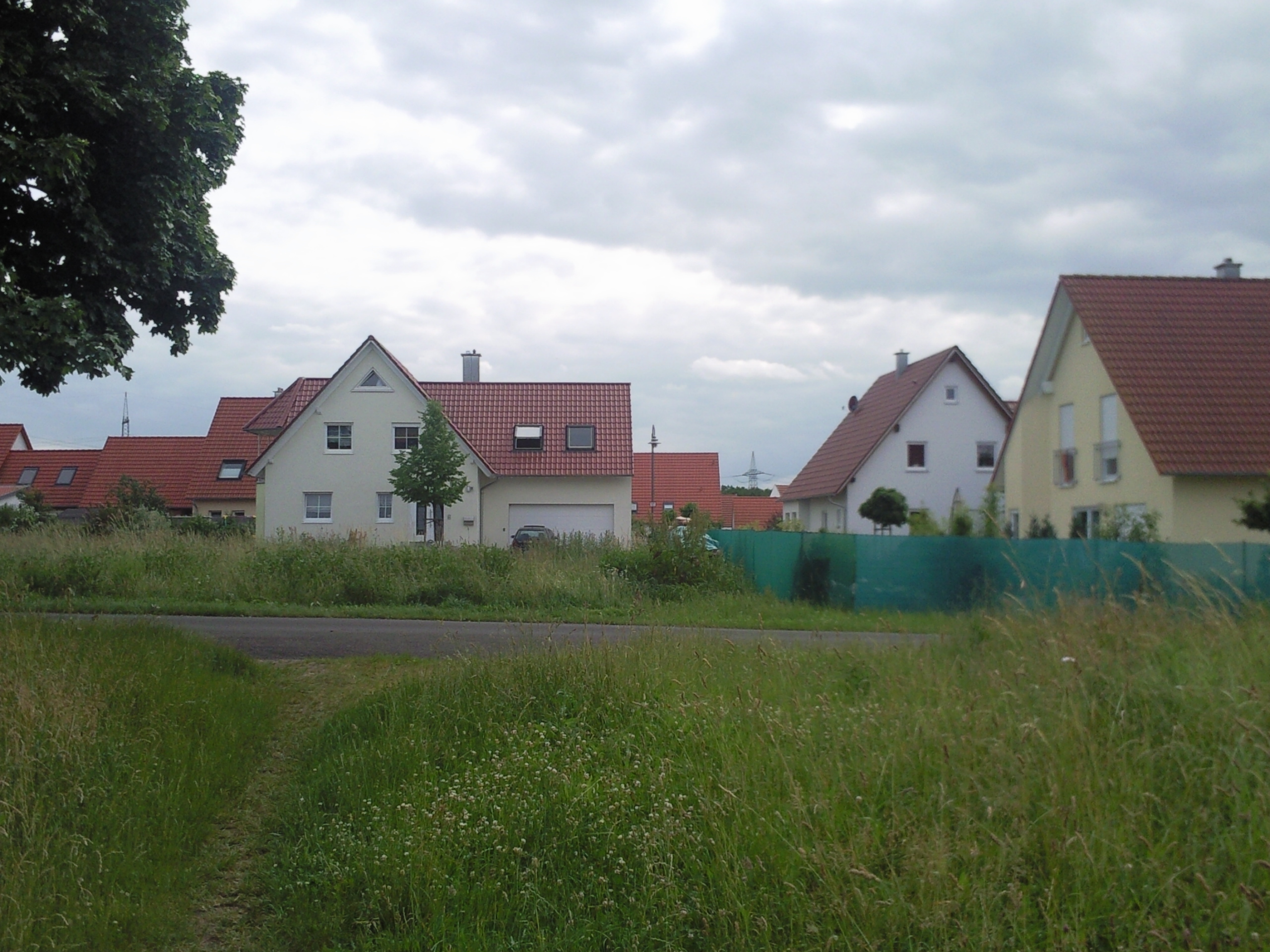
Neubaugebiet Am Auwald
im Hauptort

Im Laufe der Zeit wurden mehrere Neubaugebiete ausgewiesen. Die letzten waren Elmuß II (2004, 79 Bauplätze) und An der Tränke I (2016, 29 Bauplätze). Die meisten Baugrundstücke waren schnell verkauft. Vorhandene Baulücken sollen vorrangig geschlossen werden.

### Abwasserbeseitigung
Die Abwasserbeseitigung erfolgt für die Gemeindeteile Heidenfeld und Röthlein durch den Zweckverband Unterer Unkenbach mit der Kläranlage in Heidenfeld und für den Gemeindeteil Hirschfeld durch den Zweckverband Stammheimer Gruppe mit der Kläranlage in Stammheim.

## Bildung und Kultur
Im Gemeindeteil Röthlein befindet sich eine Gemeindebibliothek und eine Grundschule. Für das Gemeinwohl der Bürger sind unterschiedliche öffentliche Einrichtungen auf die drei Gemeindeteile verteilt. So befindet sich heute zum Beispiel im früheren Kindergartengebäude in Röthlein (1913/14 als Kinderbewahranstalt errichtet) das katholische Pfarrheim, in dem auch die evangelischen Bürger, die in allen drei Gemeindeteilen in der Minderzahl sind, regelmäßig Gottesdienste feiern. Sie werden von der Nachbargemeinde Schwebheim mitbetreut.
In den Kellerräumen des Anbaus befindet sich ein Jugendtreff. Am Ende der Straßenflucht (Landrat-Wolf-Straße, nach einem verdienten Bürger des Gemeindeteils benannt) steht in der querverlaufenden Bäckertorstraße (der Name rührt von der Dorfbefestigung aus früheren Jahrhunderten her) das alte Schulhaus, das um 1903/04 einstöckig errichtet und im Krieg zerstört wurde. Dort ist seit 1982 die Gemeindebibliothek eingerichtet.
Im Gemeindeteil Röthlein befindet sich eine Grundschule mit ca. 180 Schülern.

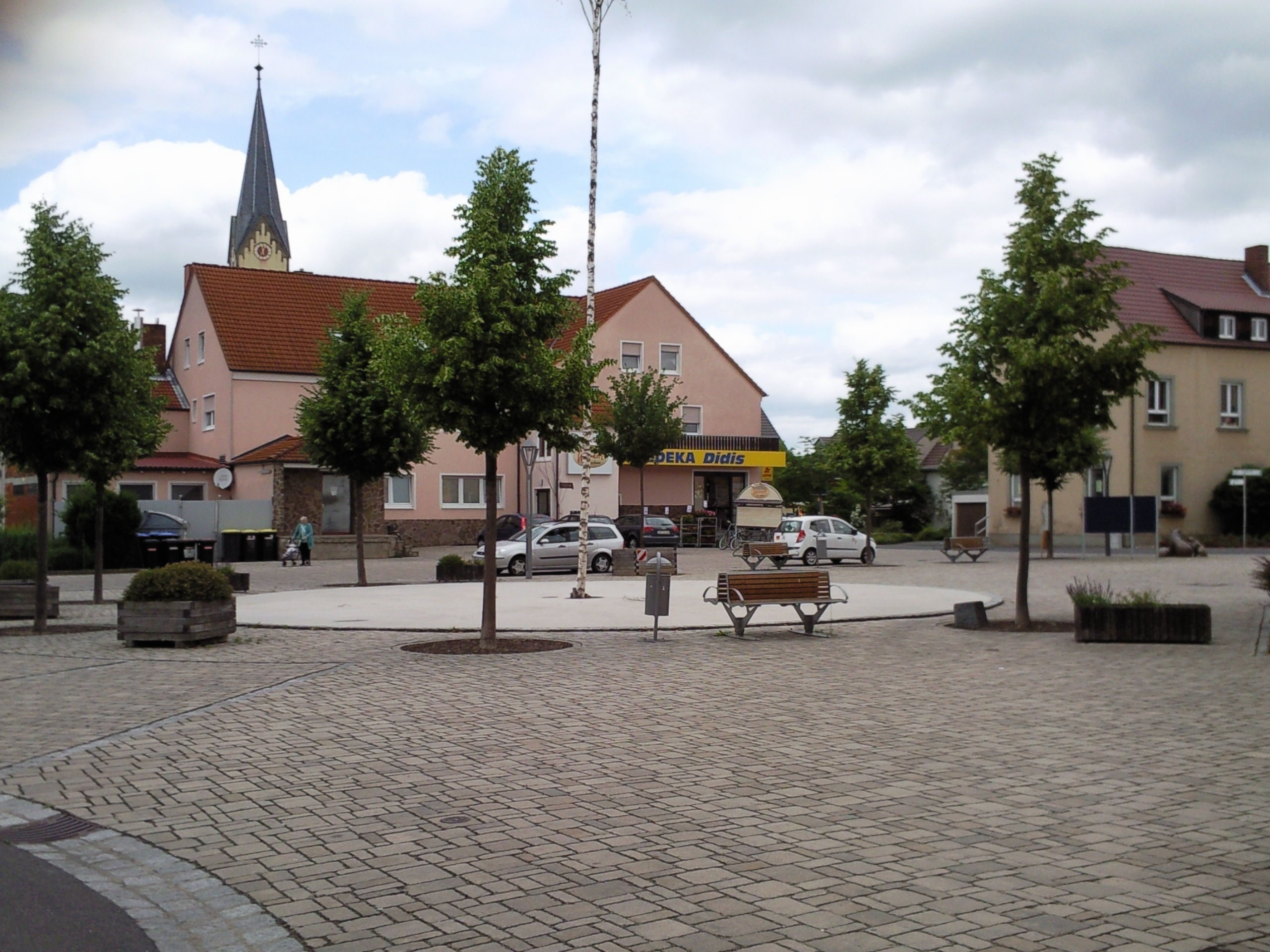
Dorfmitte des Hauptortes
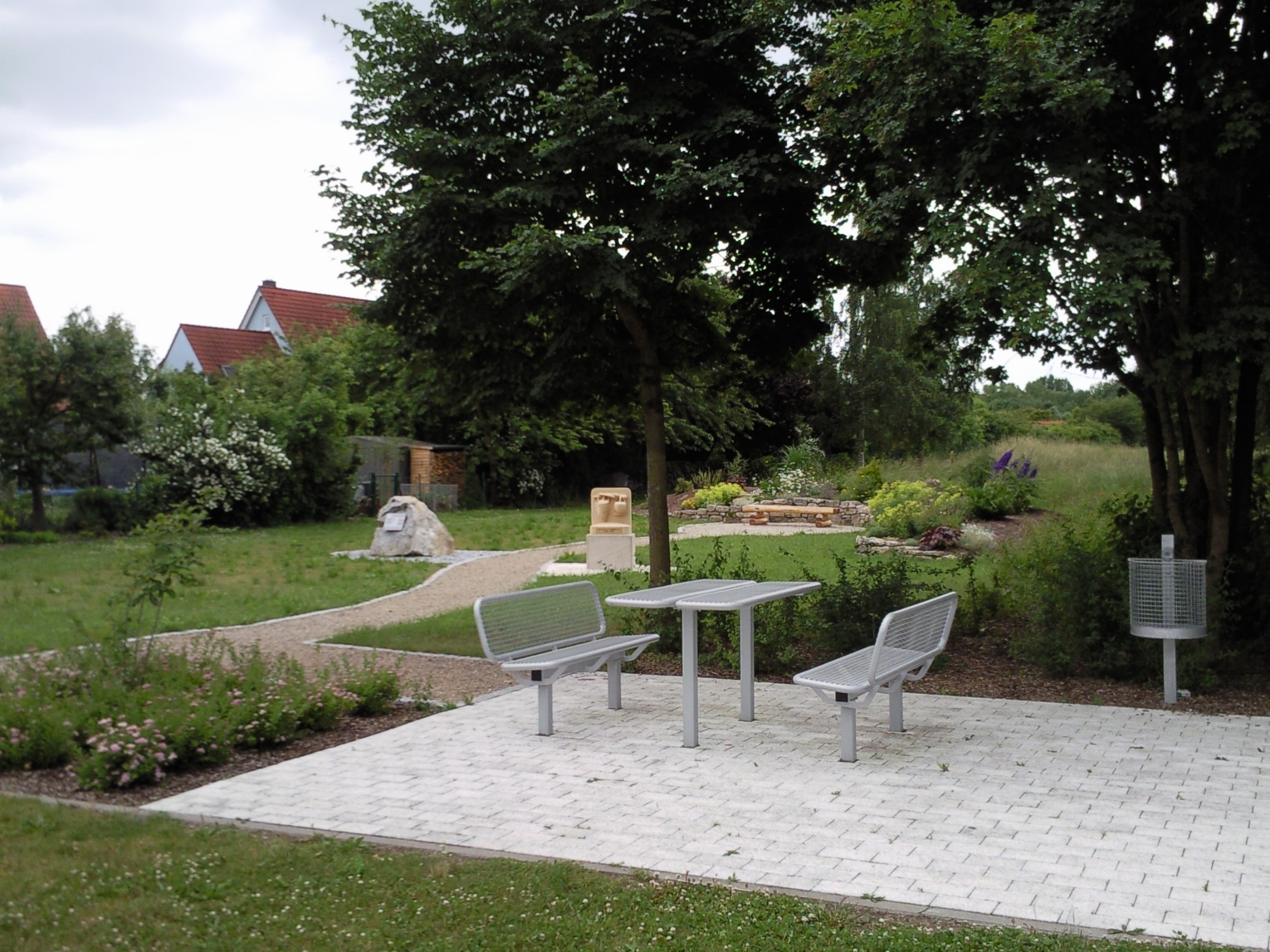
Der Partnerschaftsgarten im Hauptort
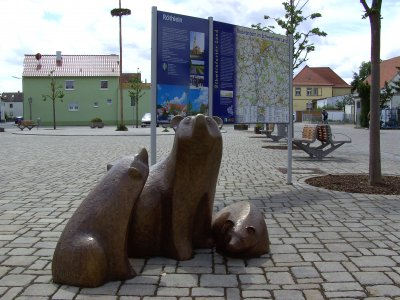
Die Röthleiner Bären

## Söhne und Töchter der Gemeinde
- Michael von Faulhaber (1869–1952), Erzbischof von München und Freising seit 1917 und Kardinal ab 1921.
- Hubert Franz Maria Graf von Andlau-Homburg (1868–1959), elsässischer Adeliger, Gutsbesitzer und Politiker.
- Arildis Engelbrecht (1903–1943), Missionsschwester und Märtyrin